# Richia apicalis
Richia apicalis là một loài bướm đêm trong họ Noctuidae.